# Eleições parlamentares europeias de 1987 no distrito de Portalegre
| Eleições parlamentares europeias de 1987 Distritos: Aveiro \| Beja \| Braga \| Bragança \| Castelo Branco \| Coimbra \| Évora \| Faro \| Guarda \| Leiria \| Lisboa \| Portalegre \| Porto \| Santarém \| Setúbal \| Viana do Castelo \| Vila Real \| Viseu \| Açores \| Madeira \| Estrangeiro |

## Resultados por concelho
Os resultados nos concelhos do Distrito de Portalegre foram os seguintes:

### Alter do Chão
| Partido                 | Partido                        | Votos | %               |
| ----------------------- | ------------------------------ | ----- | --------------- |
|                         | Partido Social Democrata       | 968   | 31,31 / 100,00  |
|                         | Coligação Democrática Unitária | 713   | 23,06 / 100,00  |
|                         | Partido Socialista             | 678   | 21,93 / 100,00  |
|                         | Centro Democrático Social      | 249   | 8,05 / 100,00   |
|                         | Partido Renovador Democrático  | 171   | 5,53 / 100,00   |
|                         | Partido Popular Monárquico     | 47    | 1,52 / 100,00   |
|                         | Outros (com menos de 1,00%)    | 150   | 3,94 / 100,00   |
| Votos Inválidos         | Votos Inválidos                | 116   | 3,75 / 100,00   |
| Total                   | Total                          | 3 092 | 100,00 / 100,00 |
| Eleitorado/Participação | Eleitorado/Participação        | 4 118 | 75,08 / 100,00  |

### Arronches
| Partido                 | Partido                        | Votos | %               |
| ----------------------- | ------------------------------ | ----- | --------------- |
|                         | Partido Socialista             | 794   | 31,79 / 100,00  |
|                         | Partido Social Democrata       | 711   | 28,46 / 100,00  |
|                         | Coligação Democrática Unitária | 379   | 15,17 / 100,00  |
|                         | Centro Democrático Social      | 273   | 10,93 / 100,00  |
|                         | Partido Renovador Democrático  | 126   | 5,04 / 100,00   |
|                         | União Democrática Popular      | 28    | 1,12 / 100,00   |
|                         | Partido Popular Monárquico     | 25    | 1,00 / 100,00   |
|                         | Outros (com menos de 1,00%)    | 75    | 3,00 / 100,00   |
| Votos Inválidos         | Votos Inválidos                | 87    | 3,48 / 100,00   |
| Total                   | Total                          | 2 498 | 100,00 / 100,00 |
| Eleitorado/Participação | Eleitorado/Participação        | 3 477 | 71,84 / 100,00  |

### Avis
| Partido                 | Partido                        | Votos | %               |
| ----------------------- | ------------------------------ | ----- | --------------- |
|                         | Coligação Democrática Unitária | 2 111 | 52,15 / 100,00  |
|                         | Partido Social Democrata       | 837   | 20,68 / 100,00  |
|                         | Partido Socialista             | 565   | 13,96 / 100,00  |
|                         | Centro Democrático Social      | 198   | 4,89 / 100,00   |
|                         | Partido Renovador Democrático  | 140   | 3,46 / 100,00   |
|                         | Outros (com menos de 1,00%)    | 120   | 2,97 / 100,00   |
| Votos Inválidos         | Votos Inválidos                | 77    | 1,90 / 100,00   |
| Total                   | Total                          | 4 048 | 100,00 / 100,00 |
| Eleitorado/Participação | Eleitorado/Participação        | 4 812 | 84,12 / 100,00  |

### Campo Maior
| Partido                 | Partido                        | Votos | %               |
| ----------------------- | ------------------------------ | ----- | --------------- |
|                         | Partido Socialista             | 1 794 | 34,67 / 100,00  |
|                         | Coligação Democrática Unitária | 1 746 | 33,75 / 100,00  |
|                         | Partido Social Democrata       | 924   | 17,86 / 100,00  |
|                         | Centro Democrático Social      | 229   | 4,43 / 100,00   |
|                         | Partido Renovador Democrático  | 228   | 4,41 / 100,00   |
|                         | Outros (com menos de 1,00%)    | 135   | 2,60 / 100,00   |
| Votos Inválidos         | Votos Inválidos                | 118   | 2,28 / 100,00   |
| Total                   | Total                          | 5 174 | 100,00 / 100,00 |
| Eleitorado/Participação | Eleitorado/Participação        | 6 752 | 76,63 / 100,00  |

### Castelo de Vide
| Partido                 | Partido                          | Votos | %               |
| ----------------------- | -------------------------------- | ----- | --------------- |
|                         | Partido Social Democrata         | 822   | 31,25 / 100,00  |
|                         | Partido Socialista               | 780   | 29,66 / 100,00  |
|                         | Centro Democrático Social        | 280   | 10,65 / 100,00  |
|                         | Coligação Democrática Unitária   | 269   | 10,23 / 100,00  |
|                         | Partido Renovador Democrático    | 157   | 5,97 / 100,00   |
|                         | Partido Popular Monárquico       | 42    | 1,60 / 100,00   |
|                         | União Democrática Popular        | 37    | 1,41 / 100,00   |
|                         | Partido Comunista (Reconstruído) | 30    | 1,14 / 100,00   |
|                         | Partido da Democracia Cristã     | 27    | 1,03 / 100,00   |
|                         | Outros (com menos de 1,00%)      | 63    | 2,01 / 100,00   |
| Votos Inválidos         | Votos Inválidos                  | 133   | 5,06 / 100,00   |
| Total                   | Total                            | 2 630 | 100,00 / 100,00 |
| Eleitorado/Participação | Eleitorado/Participação          | 3 603 | 72,99 / 100,00  |

### Crato
| Partido                 | Partido                           | Votos | %               |
| ----------------------- | --------------------------------- | ----- | --------------- |
|                         | Partido Socialista                | 1 115 | 32,27 / 100,00  |
|                         | Partido Social Democrata          | 823   | 23,82 / 100,00  |
|                         | Coligação Democrática Unitária    | 665   | 19,25 / 100,00  |
|                         | Centro Democrático Social         | 298   | 8,63 / 100,00   |
|                         | Partido Renovador Democrático     | 149   | 4,31 / 100,00   |
|                         | União Democrática Popular         | 59    | 1,71 / 100,00   |
|                         | Partido Popular Monárquico        | 58    | 1,68 / 100,00   |
|                         | Partido Socialista Revolucionário | 41    | 1,19 / 100,00   |
|                         | Outros (com menos de 1,00%)       | 109   | 3,15 / 100,00   |
| Votos Inválidos         | Votos Inválidos                   | 138   | 3,99 / 100,00   |
| Total                   | Total                             | 3 455 | 100,00 / 100,00 |
| Eleitorado/Participação | Eleitorado/Participação           | 4 504 | 76,71 / 100,00  |

### Elvas
| Partido                 | Partido                           | Votos  | %               |
| ----------------------- | --------------------------------- | ------ | --------------- |
|                         | Partido Social Democrata          | 4 174  | 30,42 / 100,00  |
|                         | Partido Socialista                | 3 319  | 24,19 / 100,00  |
|                         | Coligação Democrática Unitária    | 1 886  | 13,75 / 100,00  |
|                         | Centro Democrático Social         | 1 776  | 12,94 / 100,00  |
|                         | Partido Renovador Democrático     | 1 133  | 8,26 / 100,00   |
|                         | Partido Popular Monárquico        | 255    | 1,86 / 100,00   |
|                         | União Democrática Popular         | 162    | 1,18 / 100,00   |
|                         | Partido Socialista Revolucionário | 161    | 1,17 / 100,00   |
|                         | Outros (com menos de 1,00%)       | 407    | 2,96 / 100,00   |
| Votos Inválidos         | Votos Inválidos                   | 447    | 3,26 / 100,00   |
| Total                   | Total                             | 13 720 | 100,00 / 100,00 |
| Eleitorado/Participação | Eleitorado/Participação           | 19 151 | 71,64 / 100,00  |

### Fronteira
| Partido                 | Partido                        | Votos | %               |
| ----------------------- | ------------------------------ | ----- | --------------- |
|                         | Partido Social Democrata       | 860   | 29,74 / 100,00  |
|                         | Partido Socialista             | 781   | 27,01 / 100,00  |
|                         | Coligação Democrática Unitária | 671   | 23,20 / 100,00  |
|                         | Centro Democrático Social      | 211   | 7,30 / 100,00   |
|                         | Partido Renovador Democrático  | 121   | 4,18 / 100,00   |
|                         | Partido Popular Monárquico     | 40    | 1,38 / 100,00   |
|                         | Outros (com menos de 1,00%)    | 109   | 3,77 / 100,00   |
| Votos Inválidos         | Votos Inválidos                | 99    | 3,42 / 100,00   |
| Total                   | Total                          | 2 892 | 100,00 / 100,00 |
| Eleitorado/Participação | Eleitorado/Participação        | 3 562 | 81,19 / 100,00  |

### Gavião
| Partido                 | Partido                           | Votos | %               |
| ----------------------- | --------------------------------- | ----- | --------------- |
|                         | Partido Socialista                | 1 579 | 39,53 / 100,00  |
|                         | Partido Social Democrata          | 809   | 20,26 / 100,00  |
|                         | Coligação Democrática Unitária    | 488   | 12,22 / 100,00  |
|                         | Centro Democrático Social         | 335   | 8,39 / 100,00   |
|                         | Partido Renovador Democrático     | 305   | 7,64 / 100,00   |
|                         | Partido Socialista Revolucionário | 59    | 1,48 / 100,00   |
|                         | União Democrática Popular         | 56    | 1,60 / 100,00   |
|                         | Outros (com menos de 1,00%)       | 162   | 4,07 / 100,00   |
| Votos Inválidos         | Votos Inválidos                   | 201   | 5,03 / 100,00   |
| Total                   | Total                             | 3 994 | 100,00 / 100,00 |
| Eleitorado/Participação | Eleitorado/Participação           | 5 622 | 71,04 / 100,00  |

### Marvão
| Partido                 | Partido                        | Votos | %               |
| ----------------------- | ------------------------------ | ----- | --------------- |
|                         | Partido Social Democrata       | 1 120 | 35,61 / 100,00  |
|                         | Partido Socialista             | 839   | 26,68 / 100,00  |
|                         | Centro Democrático Social      | 397   | 12,62 / 100,00  |
|                         | Partido Renovador Democrático  | 224   | 7,12 / 100,00   |
|                         | Coligação Democrática Unitária | 197   | 6,26 / 100,00   |
|                         | União Democrática Popular      | 48    | 1,53 / 100,00   |
|                         | Partido Popular Monárquico     | 35    | 1,11 / 100,00   |
|                         | Outros (com menos de 1,00%)    | 127   | 4,04 / 100,00   |
| Votos Inválidos         | Votos Inválidos                | 158   | 5,02 / 100,00   |
| Total                   | Total                          | 3 145 | 100,00 / 100,00 |
| Eleitorado/Participação | Eleitorado/Participação        | 4 327 | 72,68 / 100,00  |

### Monforte
| Partido                 | Partido                                         | Votos | %               |
| ----------------------- | ----------------------------------------------- | ----- | --------------- |
|                         | Partido Social Democrata                        | 617   | 25,92 / 100,00  |
|                         | Coligação Democrática Unitária                  | 535   | 22,48 / 100,00  |
|                         | Partido Socialista                              | 472   | 19,83 / 100,00  |
|                         | Partido Renovador Democrático                   | 261   | 10,97 / 100,00  |
|                         | Centro Democrático Social                       | 236   | 9,92 / 100,00   |
|                         | Partido Popular Monárquico                      | 30    | 1,26 / 100,00   |
|                         | União Democrática Popular                       | 26    | 1,09 / 100,00   |
|                         | Partido Comunista dos Trabalhadores Portugueses | 25    | 1,05 / 100,00   |
|                         | Outros (com menos de 1,00%)                     | 72    | 3,03 / 100,00   |
| Votos Inválidos         | Votos Inválidos                                 | 106   | 4,45 / 100,00   |
| Total                   | Total                                           | 2 380 | 100,00 / 100,00 |
| Eleitorado/Participação | Eleitorado/Participação                         | 3 340 | 71,26 / 100,00  |

### Nisa
| Partido                 | Partido                           | Votos | %               |
| ----------------------- | --------------------------------- | ----- | --------------- |
|                         | Partido Social Democrata          | 2 278 | 33,00 / 100,00  |
|                         | Partido Socialista                | 1 557 | 22,55 / 100,00  |
|                         | Coligação Democrática Unitária    | 1 152 | 16,69 / 100,00  |
|                         | Centro Democrático Social         | 802   | 11,62 / 100,00  |
|                         | Partido Renovador Democrático     | 321   | 4,65 / 100,00   |
|                         | Partido Socialista Revolucionário | 88    | 1,27 / 100,00   |
|                         | União Democrática Popular         | 76    | 1,10 / 100,00   |
|                         | Partido Popular Monárquico        | 72    | 1,04 / 100,00   |
|                         | Partido da Democracia Cristã      | 71    | 1,03 / 100,00   |
|                         | Outros (com menos de 1,00%)       | 153   | 2,22 / 100,00   |
| Votos Inválidos         | Votos Inválidos                   | 334   | 4,84 / 100,00   |
| Total                   | Total                             | 6 904 | 100,00 / 100,00 |
| Eleitorado/Participação | Eleitorado/Participação           | 9 250 | 74,64 / 100,00  |

### Ponte de Sôr
| Partido                 | Partido                        | Votos  | %               |
| ----------------------- | ------------------------------ | ------ | --------------- |
|                         | Coligação Democrática Unitária | 4 090  | 36,03 / 100,00  |
|                         | Partido Social Democrata       | 3 098  | 27,29 / 100,00  |
|                         | Partido Socialista             | 1 669  | 14,70 / 100,00  |
|                         | Centro Democrático Social      | 844    | 7,43 / 100,00   |
|                         | Partido Renovador Democrático  | 671    | 5,91 / 100,00   |
|                         | Partido Popular Monárquico     | 160    | 1,41 / 100,00   |
|                         | Outros (com menos de 1,00%)    | 457    | 4,03 / 100,00   |
| Votos Inválidos         | Votos Inválidos                | 363    | 3,20 / 100,00   |
| Total                   | Total                          | 11 352 | 100,00 / 100,00 |
| Eleitorado/Participação | Eleitorado/Participação        | 15 478 | 73,34 / 100,00  |

### Portalegre
| Partido                 | Partido                        | Votos  | %               |
| ----------------------- | ------------------------------ | ------ | --------------- |
|                         | Partido Social Democrata       | 5 697  | 32,98 / 100,00  |
|                         | Partido Socialista             | 5 449  | 31,55 / 100,00  |
|                         | Centro Democrático Social      | 2 137  | 12,37 / 100,00  |
|                         | Coligação Democrática Unitária | 1 612  | 9,33 / 100,00   |
|                         | Partido Renovador Democrático  | 978    | 5,66 / 100,00   |
|                         | Partido Popular Monárquico     | 344    | 1,99 / 100,00   |
|                         | Outros (com menos de 1,00%)    | 563    | 3,26 / 100,00   |
| Votos Inválidos         | Votos Inválidos                | 493    | 2,85 / 100,00   |
| Total                   | Total                          | 17 273 | 100,00 / 100,00 |
| Eleitorado/Participação | Eleitorado/Participação        | 22 466 | 76,89 / 100,00  |

### Sousel
| Partido                 | Partido                         | Votos | %               |
| ----------------------- | ------------------------------- | ----- | --------------- |
|                         | Partido Social Democrata        | 1 674 | 37,90 / 100,00  |
|                         | Coligação Democrática Unitária  | 1 290 | 29,21 / 100,00  |
|                         | Partido Socialista              | 544   | 12,32 / 100,00  |
|                         | Centro Democrático Social       | 300   | 6,79 / 100,00   |
|                         | Partido Renovador Democrático   | 187   | 4,23 / 100,00   |
|                         | Movimento Democrático Português | 109   | 2,47 / 100,00   |
|                         | Partido Popular Monárquico      | 58    | 1,31 / 100,00   |
|                         | Outros (com menos de 1,00%)     | 134   | 3,03 / 100,00   |
| Votos Inválidos         | Votos Inválidos                 | 121   | 2,74 / 100,00   |
| Total                   | Total                           | 4 417 | 100,00 / 100,00 |
| Eleitorado/Participação | Eleitorado/Participação         | 5 623 | 78,55 / 100,00  |